# خوزيه موخيكا
خوزيه ألبرتو «بيبي» موخيكا كوردانو (بالإسبانية: José Alberto Mujica Cordano) (تلفظ بالإسبانية: /xoˈse muˈxika/) (20 مايو 1935 – 13 مايو 2025)، رئيس الأوروغواي بين عامي 2010 و2015، كان مقاتلًا سابقًا في منظمة توباماروس الثورية اليسارية.

## سيرته
عمل موخيكا وزيراً للثروة الحيوانية والزراعة والثروة السمكية من سنة 2005 حتى 2008، ثم عمل بمجلس الشيوخ، وفاز بالانتخابات الرئاسية سنة 2009 وتولَّى الرئاسة من 1 مارس 2010 إلى 1 مارس 2015. وُصف بـ «أفقر رئيس في العالم» بسبب أسلوب حياته التقشفي، وتبرُّعه بقرابة تسعين في المئة من راتبه الشهري الذي يساوي 12.000 دولار أمريكي للجمعيات الخيرية والشركات الناشئة.
اقتنى خوزيه سيارة فولكس فاجن بيتيل صُنعت عام 1987، وأقام في مزرعة متواضعة في منزل زوجته لوسيا توبولانسكي بالقرب من العاصمة الأوروغوانية مونتفيدو. زوجة خوزيه لوسيا توبولانسكي هي عضو في مجلس الشيوخ الأروغواني، وتتبرَّع هي أيضًا بجزء من راتبها لتحفيز مشاريع الشباب والمشاركة في الأعمال الخيرية، ومن الجدير بالذكر أن الرئيس الأوروغواني لا يحظى بحراسة مشدَّدة كبقية رؤساء العالم. وفي شتاء عام 2014 سمح بفتح أبواب قصره الرئاسي المعروف بـ«كاسا سواريث أي رييس» للمشرَّدين في حال عدم اكتفاء مراكز إيواء المشرَّدين في العاصمة.

## مرضه ووفاته
أعلن موخيكا تشخيص إصابته بسرطان المريء في أبريل 2024، الذي اكتُشِف في أثناء الفحص البدني، مضيفًا أن مخاطر حالته تفاقمت بسبب مرض مناعي ذاتي سابق. على الرغم من مرضه شارك في الحملة الرئاسية الناجحة لياماندو أورسي، مرشَّح الجبهة العريضة، في الانتخابات العامَّة عام 2024.
في يناير 2025، أخبر موخيكا صحيفة بوسكيدا أن السرطان قد انتشر إلى كَبِده وأنه يحتضر، مضيفًا أنه قرَّر التخلِّي عن المزيد من العلاج. بعد خمسة أشهر أُعلن أن موخيكا في حالة حرجة، وأنه وُضع تحت رعاية دار رعاية المسنِّين. وفي 13 مايو 2025، توفي موخيكا قبل أسبوع من عيد ميلاده التسعين، بمزرعته في رينكون ديل سيرو، على مشارف مونتيفيديو؛ وأعلن أورسي وفاته. أعلنت الحكومة الأوروغوايانية الحِدادَ الوطني لمدَّة ثلاثة أيام، وأُقيمت الجنازة الرسمية في 14 مايو 2025.

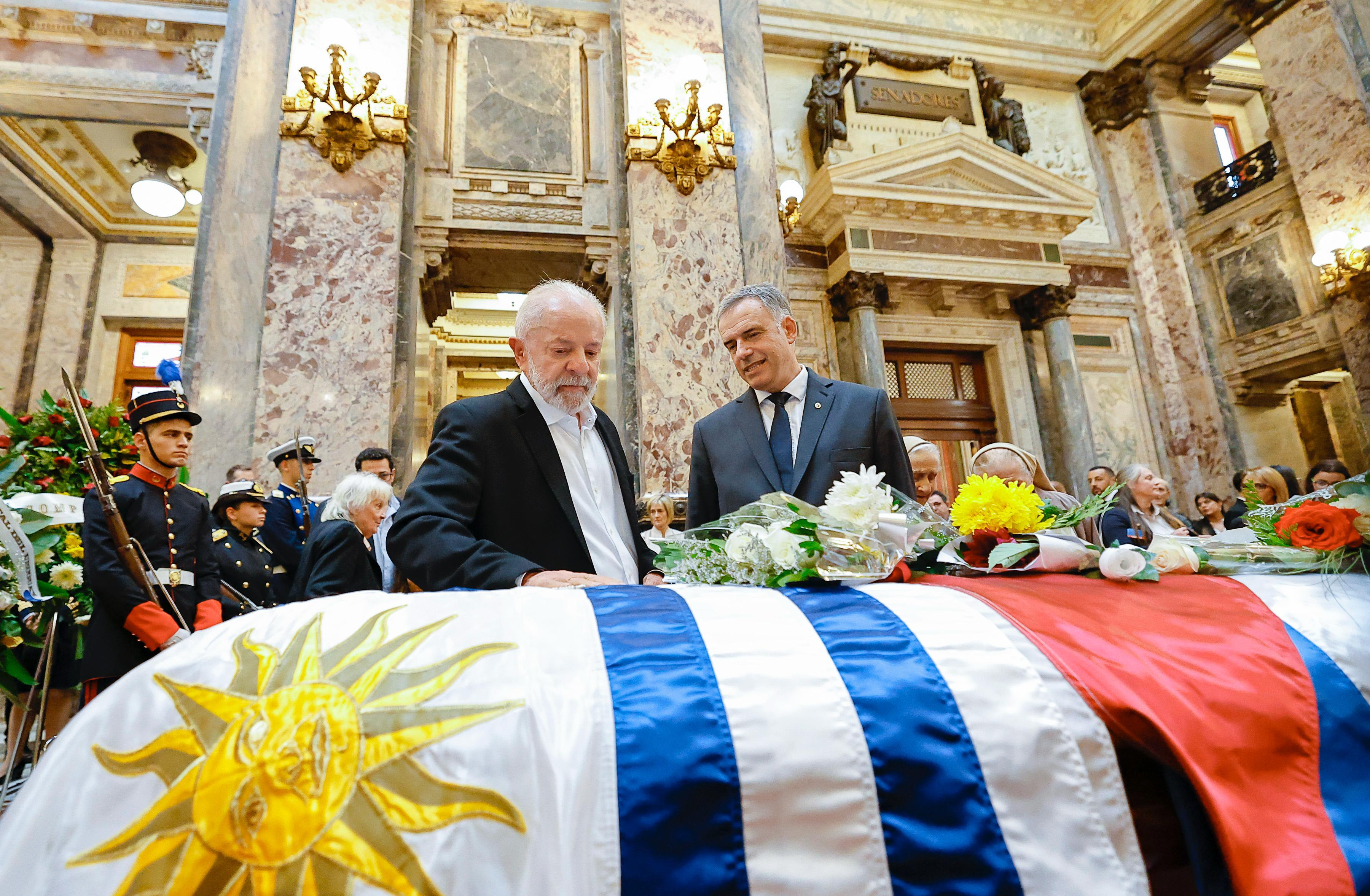
جنازة خوزيه موخيكا في القصر التشريعي في الأوروغواي[الإنجليزية] بحضور رئيس الجمهورية ياماندو أورسي.

## روابط خارجية
- خوزيه موخيكا على موقع IMDb (الإنجليزية)
- خوزيه موخيكا على موقع الموسوعة البريطانية (الإنجليزية)
- خوزيه موخيكا على موقع مونزينجر (الألمانية)
- خوزيه موخيكا على موقع إن إن دي بي (الإنجليزية)
- خوزيه موخيكا على موقع قاعدة بيانات الفيلم (الإنجليزية)
- خوزيه موخيكا على موقع كينوبويسك (الروسية)

قالب:رؤساء الأوروغواي